# Pia Lauritzen
Pia Lauritzen er en dansk filosof, der de seneste år har arbejdet som erhvervsforsker og konsulent. Hun arbejder hovedsageligt med organisations- og ledelsesfilosofi med udgangspunkt i Martin Heideggers ontologiske differens og Gianni Vattimos svage tænkning.
I 2008 udgav hun bogen Et spørgsmål om at være på Museum Tusculanums Forlag, og i 2011 udkom Filosofi i ledelse. Vilkår for ledelsesteori og -praksis på Hans Reitzels Forlag.

## Et spørgsmål om at være
I Et spørgsmål om at være tager Lauritzen sit udgangspunkt i henholdsvis Heideggers og Jacques Derridas metafysikopgør og Vattimos svage tænkning eller "svække(n)de ontologi". Lauritzen tolker Heidegger sådan, at han i sit metafysikopgør skriver, at det er muligt at komme ud over, "forvinde", metafysikken ved at tænke den verbal i stedet for substantiel, hvilket bl.a. ses i hans verbaliseringer af substantiver. Hos Derrida må man i stedet undgå at tænke forskellen (differensen) mellem det værende og væren ontologisk; henvisningen mellem væren og det værende problematiseres i det, Derrida benævner differansen. Vattimo erkender i sin svage tænkning, at det for tænkningen ikke drejer sig om at nå ud (af sproget, den vestlige grammatik) til en andethed, noget absolut forskelligt, men i forlængelse af Heidegger, at forvinde metafysikken gennem "at tænke væren i ikke-metafysiske, 'genkendelige' termer."
Fra dette udgangspunkt i tænkningen med sine foregangsmænd tænker Lauritzen nu sit metafysikopgør, dvs. omformuleringen af værensspørgsmålet inden for rammerne af en at-infinitiv-konstruktion, hvorved hun ønsker at tænker at noget er, men ikke hvad, det er (hvilket i følge Heidegger er en umulighed, da man altid forstår noget som noget). At kan have to funktioner i det danske sprog. 1) Det kan indgå i objekt-relation, eller som Lauritzen skriver:
At henviser altid allerede til hvad, for så vidt som 'muligheden af en objekt-relation' (repræsenteret ved at) forudsætter et objekt.
Eller 2) det kan have en infinitiv-funktion, hvorved der ikke længere henvises eller forudsættes et objekt, men det betyder også, at vi ikke kan sige noget om dette at, men at det så at sige låner mening af den aktuelle, pågående situation (jf. Heideggers verbaliseringsprojekt).
At vi ikke kan sige noget om at, når det optræder i en at-infinitiv-konstruktion, er imidlertid interessant i sig selv. At vi ikke kan sige noget om at, svarer nemlig til, at vi ikke kan beskæftige os med det som sådan – og det svarer til igen til, at vi ikke kan tænke det substantielt.
En anden formulering kunne lyde, at vi med sætninger, hvor at-infinitiv-konstruktioner optræder som subjekt, er i stand til at tænke de-centreret.
Mening er altså ikke noget givet, men noget, der etableres i den givne situation. Mening ændrer sig, fordi den ikke er substantiel, men kontekstuel – men ikke bare det: For som hos Vattimo, må mening og tænkning som svække(n)de strukturer forstås i genkendelige termer og ikke i et særsprog som hos Heidegger og Derrida; tænkningen kan ikke gå ud over grammatikken, men den kan svække den.
Sagt med andre ord, så er et spørgsmål om at være hverken andet eller mere end de konkrete formuleringer, vi benytter til at beskrive, hvad det vil sige at være

## Værker
- Et spørgsmål om at være, Museum Tusculanums Forlag (2008).
- Filosofi i ledelse, Hans Reitzels Forlag (2011).